# Lambrechtshagen
Lambrechtshagen ist eine Gemeinde im Landkreis Rostock in Mecklenburg-Vorpommern (Deutschland). Die Gemeinde wird vom Amt Warnow-West mit Sitz in der Gemeinde Kritzmow verwaltet.

## Geografie
Zu Lambrechtshagen gehören die Ortsteile Allershagen, Sievershagen, Vorweden und Mönkweden. Die Gemeinde liegt im Hägerort zwischen der unteren Warnow und Bad Doberan in der Nähe der Ostseeküste und grenzt östlich direkt an die Schutower Moorwiesen und die Obstplantagen des Ortsteils Evershagen der Stadt Rostock. Der Ort Sievershagen liegt an der Bundesstraße 105 und nördlich davon, die Orte Lambrechtshagen und Allershagen an der Verbindungsstraße von der B 105 zur Kreisstraße nach Parkentin. Die Gemeinde wird durch ausgedehnte Ackerflächen geprägt, Wiesengebiete gibt es im südlichen Bereich zwischen Allershagen und Lambrechtshagen-Ausbau (56 Hektar) und an der Grenze zu Bargeshagen an der nordwestlichen Gemeindegrenze (46 Hektar). Der einzige Wald in der Gemeinde ist der fast 100 Hektar große Mönkwedener Buchen- und Mischwald. Er ist seit 1994 ein Landschaftsschutzgebiet und wird forstwirtschaftlich genutzt. In den Wiesen an der Bargeshäger Grenze, durch die der Rotbach oder Rotbäk fließt, befindet sich mit 6,8 m ü. NN der niedrigste Punkt der Gemeinde. Das Gebiet steigt nach Südosten an der Grenze zu Klein Schwaß auf fast 30 m an.
Umgeben wird Lambrechtshagen von den Nachbargemeinden Admannshagen-Bargeshagen im Norden, Rostock im Osten, Kritzmow im Südosten, Stäbelow im Süden sowie Bartenshagen-Parkentin im Westen.

## Geschichte

### Lambrechtshagen
Der Ort Lambrechtshagen war lange Zeit zweigeteilt: Der westliche Teil war der Hof Lambrechtshagen, der östliche Teil das Dorf Lambrechtshagen. Auch heute sind diese Strukturen teilweise noch zu erkennen. Hof Lambrechtshagen war das Gutshaus mit angrenzenden Stallungen, Gutspark und einige an der Dorfstraße gelegene Tagelöhnerkaten. Als Dorf Lambrechtshagen wurde die Kirche und die einzeln an einem Weg liegenden Bauernstellen bezeichnet.
Lambrechtshagen wurde am 8. Juli 1233 in einer Urkunde des Bischofs Brunward erstmals urkundlich erwähnt. Danach gehörte die Lambrechtshäger Kirche zum Archidiakonat Rühn. Am 9. August 1286 gewann das Kloster Doberan die halben Zehnten von Lambrechtshagen. Nach 1300 waren die Familien von Schwaß und von Barnekow als Eigentümer größerer Ländereien verzeichnet, um 1400 das Geschlecht von Gummern. 1505 verkaufte Anna von Gummern das Gut an die mecklenburgischen Herzöge.
Mit der Auflösung des Klosters Marienehe 1552 unterstand das Kirchspiel Lambrechtshagen kirchlich der lutherischen Landeskirche. Der erste Pastor nach der Reformation war 1541 ein Johann Leverick, von dem es hieß, „dass er noch ein Papist gewesen“ sei. Durch den kirchlichen Grundbesitz war das Einkommen gesichert.
Ab 1618 wurde das Domanialgut Hof Lambrechtshagen regelmäßig verpachtet.
Acht Jahre nach dem Ende des Dreißigjährigen Krieges wandten sich 1656 Bauern des Dorfes an den Herzog und baten um wirtschaftliche Hilfe. 1676 wurde Lambrechtshagen von dänischen Soldaten geplündert.
1704 legte Pastor Johannes Friedrich ein Beichtkinderverzeichnis an. Im Dorf lebten danach 93 Menschen. 1728 verwüstete wiederholt ein heftiger Orkan das Dorf. 1745/46 wurden die Holländerei und die Gutsscheune durch ein Feuer vernichtet.
Am 1. Oktober 1873 entstand die Gemeinde Lambrechtshagen, bestehend aus Dorf Lambrechtshagen, dem Erbpachthof Vorweden und der Holzwärterei Mönkweden. Hof Lambrechtshagen erhielt ab 1913 elektrischen Strom, die Pfarre und die Küsterei folgten erst 1930 nach. Gemäß einem Beschluss der Landesregierung wurde im gleichen Jahr die Trennung von Schule und Kirche durchgeführt.
Die Gemeinde wurde 1925 dem neu gebildeten Kreis Rostock-Land unterstellt. Am 1. April 1937 wurde Hof Lambrechtshagen in die Gemeinde Lambrechtshagen eingegliedert.
Am 1. Mai 1945 rollten Panzer der Roten Armee durch Sievershagen, der Zweite Weltkrieg war damit beendet. In den folgenden Monaten kam es immer wieder zu Plünderungen. Schon ab 15. Juni 1945 fanden wieder regelmäßig Gottesdienste in der Kirche statt. Das Pfarrhaus und die Kirche überstanden den Krieg mit kleineren Schäden durch Flaksplitter. Am 1. Oktober nahmen die Schulen in Allershagen, Lambrechtshagen und Sievershagen den Betrieb wieder auf. Im Herbst 1945 erfolgte die Aufteilung der Ländereien des Domanialpachtgutes Hof Lambrechtshagen im Zuge der Bodenreform.
Die Sportgemeinschaft „Traktor Sievershagen“ wurde am 8. Juni 1950 gegründet.
Einen schweren Rückschlag mussten einige Neubauern in der Nacht vom 30. zum 31. Dezember 1950 erleiden: Ein Großbrand vernichtete zahlreiche Höfe. Eine landesweite Spendenaktion konnte den Ruin abwenden. 1951 erfolgte eine erste Zusammenlegung einiger „Landwirtschaftlichen Dorfgenossenschaften“, am 23. Februar 1956 die Gründung der LPG Lambrechtshagen/Allershagen. Seit 1956 gehört Allershagen, seit 1961 auch Sievershagen zur Gemeinde. 1976 wurden Sievershagen und Lambrechtshagen an die zentrale Wasserversorgung angeschlossen.
1983 hatte die Gemeinde Lambrechtshagen 1023 Einwohner. 1988 wurde die Schule Lambrechtshagen aufgelöst, die Kinder gingen bis 1994 im Rostocker Stadtteil Reutershagen zur Schule.
Mit der politischen Wende 1989/90 wurde der Truppenübungsplatz Vorweden stillgelegt, neue Wohngebiete erschlossen und 1994 ein Einkaufspark an der B 105 errichtet. 1991 wurde das Amt Warnow-West gebildet. Das ehemalige Gutshaus wurde durch einen Jugendverein rekonstruiert. Ab der Kreisgebietsreform 1994 wechselte die Zugehörigkeit der Gemeinde vom Kreis Rostock-Land zum Landkreis Bad Doberan, heute Landkreis Rostock. Durch die Nähe zur Hansestadt Rostock und günstige Baukonditionen konnte die Gemeinde gegen den Trend in Mecklenburg-Vorpommern ihre Einwohnerzahl stark erhöhen.
In den Jahren 2011 bis 2014 erfolgte eine umfassende Renaturierung der Rotbäk (auch Rotbach), die vom Mönkwedener Wald durch Lambrechtshagen bis Bartenshagen fließt und dort in die Stege mündet. 2011 kam es nach Starkregen wegen der veralteten und schadhaften Grabensysteme zu immensen Überschwemmungsschäden.

### Sievershagen

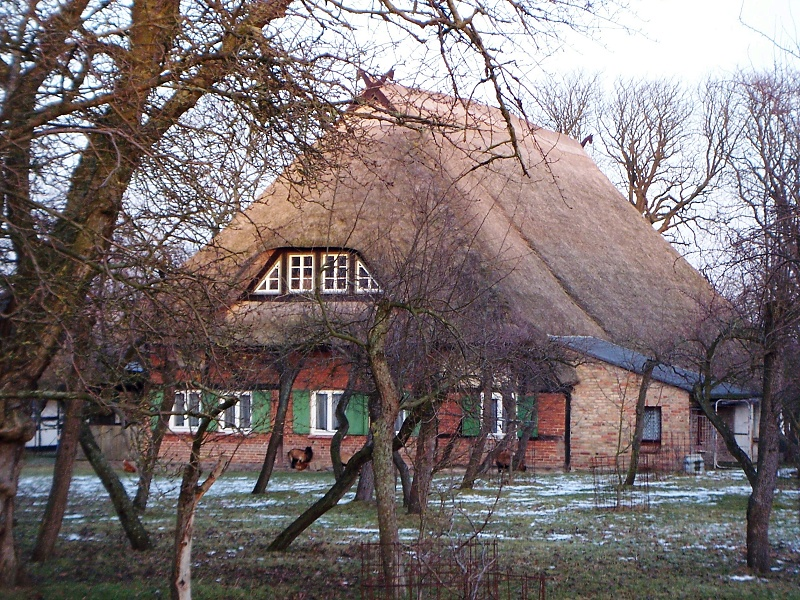
Bauernhof mit Streuobstwiese

Der Name Sievershagen leitet sich vom ersten Hagemeister Sievert her, der 1326 die Rodungen zur Landgewinnung leitete und die Gründung des Ortes vornahm. Am 5. Juni 1326 wurde Sievershagen erstmals urkundlich erwähnt. Im 14. Jahrhundert besaßen die Kirche, einige adligen Familien, aber auch Rostocker Bürger Land in Sievershagen. 1418 kaufte der Bürgermeister Heinrich Katzow aus Rostock den Ort. Im Jahr 1435 war das Kartäuserkloster Marienehe Eigentümer. Nach der Reformation gelangte mit dessen Auflösung 1552 der Ort in den Besitz der mecklenburgischen Herzöge, mit dem Amt Marienehe seit 1557 zum Herzogtum Güstrow, durch den Teilungsvertrag 1611 zum Herzogtum Mecklenburg-Schwerin im Amt Doberan. Im Dreißigjährigen Krieg 1618 bis 1648 erlitten die Bauern schwere wirtschaftliche Schäden. Im Jahr 1669 hatte Sievershagen 75 Einwohner. Ab 1753 wurden Büdnereien gebildet und Landwirte angesiedelt. 1821 folgte einer Neuvermessung der Ackerflächen eine Flurbereinigung. 1857 wurde die neue Schule eingeweiht. Eine Choleraepidemie forderte 33 Todesopfer im Jahr 1859. Am 17. Juni 1953 verkündete eine Dorfversammlung: „Eine Regierung, die solche Fehler macht, muss sofort weggejagt werden.“ am 1. Juli 1961 wurde das Dorf von Lambrechtshagen eingemeindet. Am 18. Juni 1964 kam es zu einem, durch die vorherrschenden Strohdächer begünstigt, verheerenden Brand in Sievershagen.
Nach der politischen Wende 1989 entwickelte sich Sievershagen zum beliebten Siedlungsort für ehemalige Rostocker. Die Einwohnerzahl vervielfachte sich durch den Bau neuer Wohngebiete und die Ansiedlung von Gewerbebetrieben.

### Vorweden
Der Name Vorweden wurde 1774 erstmals dokumentiert. Von 1819 bis 1820 erfolgte der Bau des Erbpachthofes aus den Steinen des abgerissenen Rostocker Oberlandesgerichts. Auf dem „Papenland“ wurden ab 1821 Büdnereien gebildet.

### Mönkweden

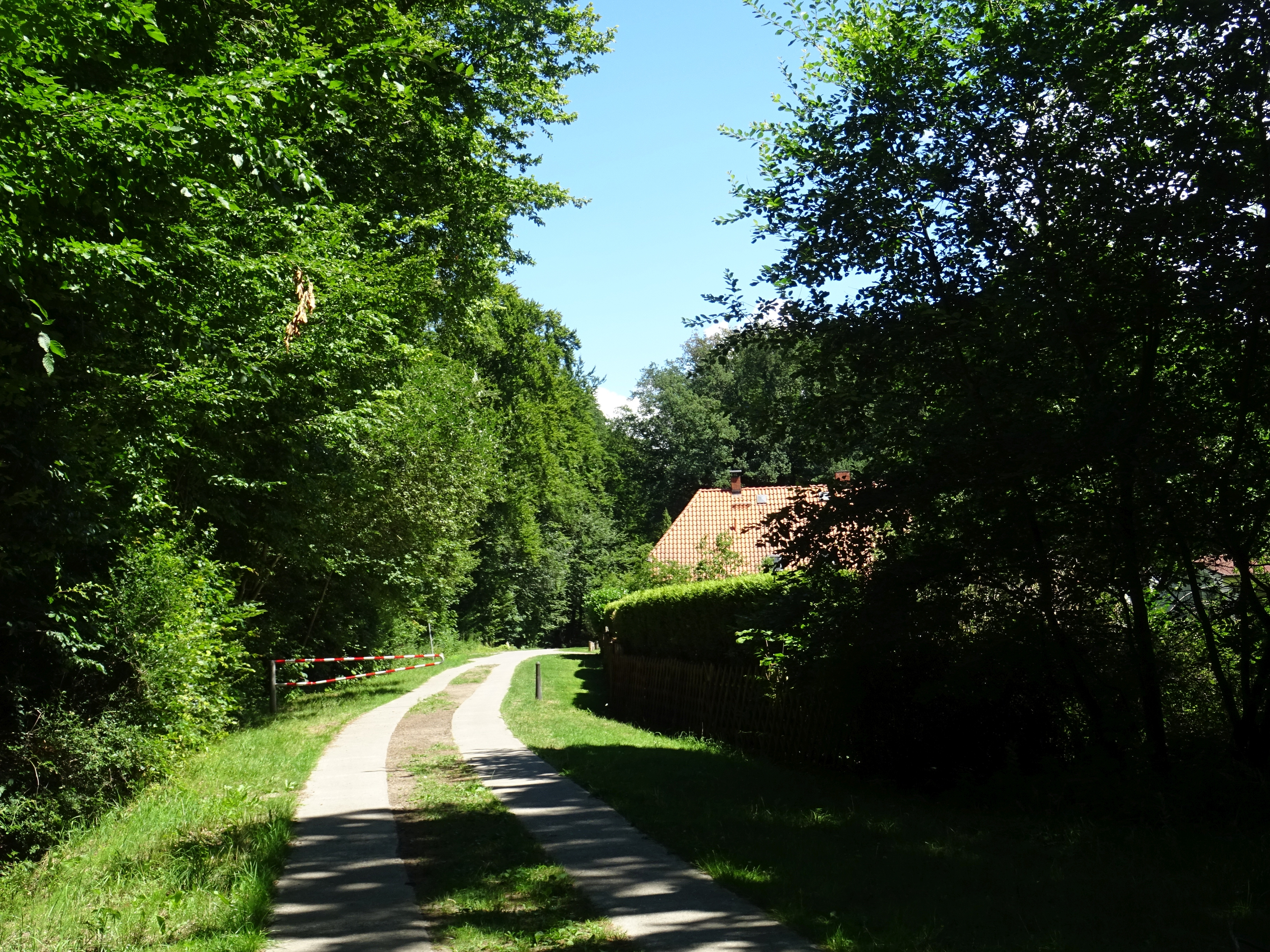
Mönkweden. Wald mit Förstereigehöft

1653 wurde Mönkweden als „der Mönke Weden“ (die Weiden der Mönche) erstmals erwähnt. 1802 diente der Wald von Mönkweden der herzoglichen Familie als Jagdrevier. Um 1808 wurde Mönkweden Ausflugsort der Rostocker, aber nach dem Bau der Straße von Rostock nach Bad Doberan 1825 verlor das Waldlokal seine Gäste und verödete. 1871 gab es nur sechs Einwohner. 1891 plante die großherzogliche Forstbehörde in Doberan die vollständige Abholzung des Mönkwedener Forstes, dazu kam es aber nicht. Bis 1918 führten die Offiziere des Rostocker Füsilier-Regiments regelmäßig Jagden durch. Nach elf Jahren Streit erhielt der Forsthof 1939 elektrischen Strom. 1942 wurde Mönkweden aus nicht erklärlichen Gründen durch alliierte Flugzeuge angegriffen.

### Allershagen

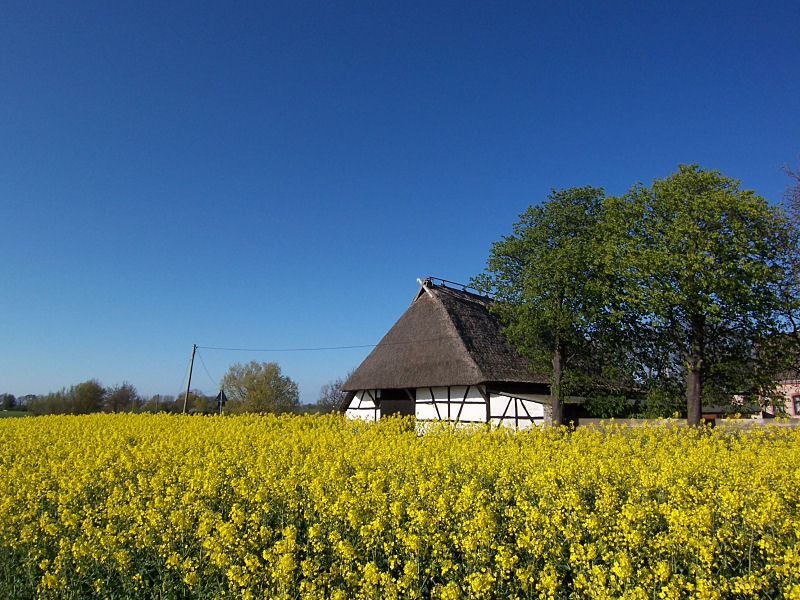
Bauernhof in Allershagen

Am 4. Oktober 1273 wurde Allershagen erstmals urkundlich erwähnt. Wegen der Erbstreitigkeiten zwischen den mecklenburgischen Fürsten und dem dänischen König im Jahr 1312 wurden die hier ansässigen Bauern schwer geschädigt. Ab 1387 unterstand Allershagen der Vogtei Schwaan. Nach der 1552 bis 1557 erfolgten Enteignung des Klosters Doberan kam Allershagen zum herzoglichen Domanialamt Doberan. 1704 gab es im Ort 72 Einwohner. Am 1. Juli 1871 wurde die Gemeinde Allershagen gebildet, 1880 die Schule eröffnet. Am 26. Juli 1883 nahm die Eisenbahnstrecke Rostock-Bad Doberan den Betrieb auf. 1911 wurde die Gemeinde elektrifiziert.

## Bevölkerung
| Jahr | Einwohner |
| ---- | --------- |
| 1990 | 1048      |
| 1995 | 2106      |
| 2000 | 3023      |
| 2005 | 2988      |
| 2010 | 2880      |
| 2015 | 2778      |

| Jahr | Einwohner |
| ---- | --------- |
| 2020 | 2891      |
| 2021 | 2930      |
| 2022 | 2961      |
| 2023 | 2955      |

Stand: 31. Dezember des jeweiligen Jahres

## Politik

### Gemeindevertretung
Die Gemeindevertretung von Lambrechtshagen besteht aus 12 Mitgliedern. Die Kommunalwahl am 9. Juni 2024 führte bei einer Wahlbeteiligung von 77,6 % zu folgendem Ergebnis:
| Partei / Wählergruppe        | Stimmenanteil 2019 | Sitze 2019 |  | Stimmenanteil 2024 | Sitze 2024 |
| ---------------------------- | ------------------ | ---------- |  | ------------------ | ---------- |
| CDU                          | 51,5 %             | 6          |  | 48,9 %             | 6          |
| Die Gemeindeinitiative (dgi) | –                  | –          |  | 23,7 %             | 3          |
| AfD                          | –                  | –          |  | 10,4 %             | 1          |
| SPD                          | 05,3 %             | 1          |  | 05,4 %             | 1          |
| Die Linke                    | 10,5 %             | 1          |  | 04,7 %             | 1          |
| Freie Wähler                 | 14,8 %             | 2          |  | 03,6 %             | –          |
| FDP                          | 05,7 %             | 1          |  | 03,3 %             | –          |
| Einzelbewerber Joachim Baade | 12,2 %             | 1          |  | –                  |            |
| Insgesamt                    | 100 %              | 12         |  | 100 %              | 12         |

### Bürgermeister
- seit 2014: Holger Kutschke (CDU)

Kutschke wurde am 26. Mai 2019 mit 62,8 % der gültigen Stimmen wiedergewählt. Am 9. Juni 2024 wurde er mit 65,3 % der gültigen Stimmen in seinem Amt bestätigt. Seine Amtsdauer beträgt fünf Jahre.

### Wappen
Das Wappen wurde am 2. November 2001 durch das Innenministerium genehmigt und unter der Nr. 253 der Wappenrolle von Mecklenburg-Vorpommern registriert.
| Wappen von Lambrechtshagen | Blasonierung: „In Blau ein goldener Wellenschrägfaden begleitet beiderseits von je einer ausgerissenen goldenen Kopfweide.“ |
| Wappen von Lambrechtshagen | |

Das Wappen wurde von dem Freudenberger Manfred Gerth gestaltet.

### Flagge

Flagge der Gemeinde

Die Flagge ist quer zur Längsachse des Flaggentuchs von Blau, Gold (Gelb) und Blau gestreift. Die blauen Streifen nehmen je ein Viertel, der goldene (gelbe) Streifen nimmt die Hälfte der Länge des Flaggentuchs ein. In der Mitte des goldenen (gelben) Streifens liegt das Gemeindewappen, das zwei Drittel der Höhe des Flaggentuchs einnimmt. Die Höhe des Flaggentuchs verhält sich zur Länge wie 3:5.

## Wirtschaft und Infrastruktur

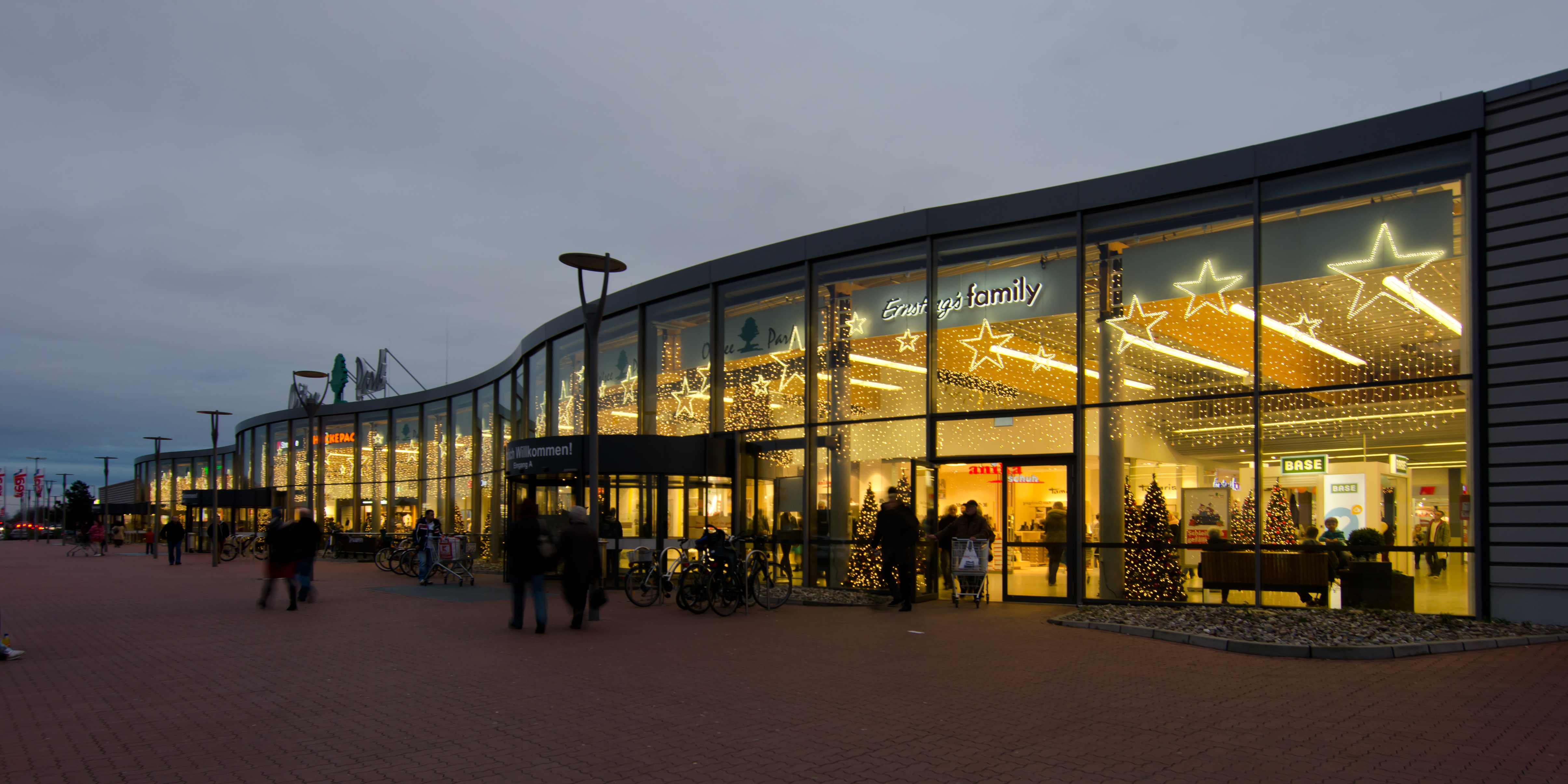
Ostseepark in Sievershagen

In den Orten Lambrechtshagen und Allershagen gibt es neben den Infrastruktureinrichtungen, wie dem Gemeindezentrum mit Sportanlagen, der integrativen Kindertagesstätte und der Kirche, keine größeren Gewerbeansiedlungen. Einige Büros von Planern, Rechtsanwälten und Vertretern haben hier neben Kleinbetrieben des Handwerks ihren Sitz. Einige Landwirte bewirtschaften ihre Höfe, darunter eine größere Milchviehanlage.
Der Ortsteil Sievershagen wird wegen seiner Nähe zur Hansestadt Rostock sowie der günstigen Lage direkt an der B 105 und dem Autobahnzubringer zur A 20 besonders von Handel und Gewerbe geprägt. Seit 1990 haben sich zahlreiche mittelständische und überregional agierende Unternehmen angesiedelt, darunter Hotels, Autohäuser, Technologieunternehmen und Einrichtungshäuser. Mit der Einrichtung eines Einkaufszentrums im Mai 1994 wurden allein ungefähr 700 neue Arbeitsplätze geschaffen. Um die Verkehrsanbindung dafür zu verbessern, wurde die B 105 von Rostock bis Sievershagen bis 2006 vierspurig ausgebaut.

## Sport
Der Sportverein Sievershäger SV 1950 wurde im heutigen Ortsteil Sievershagen als Traktor Sievershagen gegründet. Der Verein hat etwa 400 Mitglieder in den Sportarten Fußball, Gymnastik und Tischtennis, wobei der Fußball mit 15 Mannschaften Schwerpunkt im Verein ist. Die erste Fußballmannschaft spielt in der Landesklasse Mecklenburg-Vorpommern. Der Sportplatz in Sievershagen wurde zugunsten einer neuen Sportanlage in Lambrechtshagen erst teilweise, 2009 ganz aufgegeben, nachdem zum Rasenplatz in Lambrechtshagen ein zusätzlicher Kunstrasenplatz und neue Mannschafts- und Sanitärräume errichtet wurden.

## Sehenswürdigkeiten
Baudenkmale
Dorfkirche

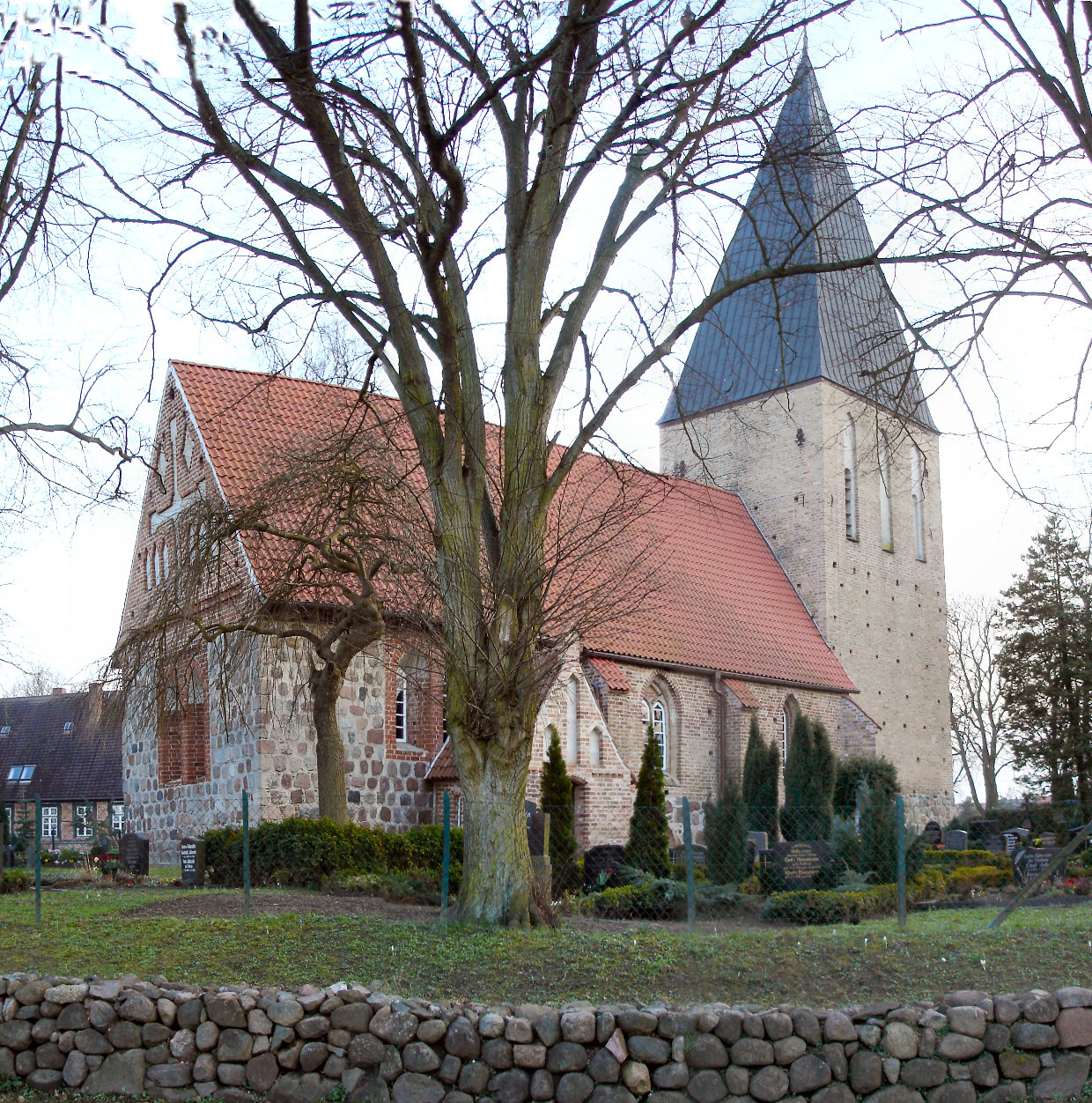
Kirche

Sehenswert ist das denkmalgeschützte Ensemble um die Kirche mit der reetgedeckten Pfarrscheune, dem gepflegten Friedhof und dem 1799/1800 errichteten Pfarrhaus und dem aus dem ehemaligen Stall entstandenen Begegnungshaus der Kirchgemeinde. Die Kirche mit Deckenmalereien im Kirchenschiff stammt aus dem 14. Jahrhundert.

## Persönlichkeiten
- Hans Susemihl (1888–1972), Oberbürgermeister von Emden, in Lambrechtshagen geboren.